# Liber Gomorrhianus
El Libro de Gomorra (en latín: Liber Gomorrhianus) es una obra escrita y publicada por Pedro Damián alrededor de 1051. Este tratado es una feroz crítica a los vicios del clero de la época, dirigido al papa  León IX. Es la primera obra  cristiana de la Edad Media que condena explícitamente la homosexualidad, y sobre todo, la primera en informar de estas prácticas entre el clero.

## Ataque a la sodomía
En el libro Pedro Damián establece cuatro niveles de gravedad de los comportamientos sodomíticos, que según él y en orden creciente de gravedad serían: la masturbación en solitario, la masturbación mutua, la cópula entre los muslos y por último la fornicación anal. Recrimina a los superiores la excesiva indulgencia aplicada para castigar estos pecados, en especial los tres primeros. Se opone a la ordenación de aquellos que practiquen la homosexualidad y pide que se expulse de las órdenes religiosas a los sodomitas que ya estén ordenados. También condena la fornicación de los clérigos con muchachas, monjas, prostitutas y con animales. Es especialmente duro y despectivo con los obispos involucrados en prácticas homosexuales con sus subordinados, los sacerdotes sodomitas que usen el sacramento de la confesión para absolverse mutuamente y los clérigos que mantengan relaciones sexuales con chicos adolescentes, proponiendo incluso penas para los primeros:

Un clérigo o un monje que moleste a los adolescentes o a los jóvenes, o que haya sido sorprendido besándolos o en algún otro comportamiento vergonzoso, sea flagelado públicamente y pierda la tonsura. Después de dejarlo calvo, sea cubierto de escupitajos e inmovilizado con cadenas de fierro, sea dejado en la angustia de la cárcel durante seis meses. Durante el tiempo de vísperas, tres veces por semana coma pan de cebada. Luego, por otros seis meses, bajo la custodia de un padre espiritual, viva segregado en un lugar pequeño, se le ocupe en labores manuales y oraciones. Sométaselo a ayunos y camine siempre vigilado por dos hermanos espirituales, sin permitirse hablar de cosas perversas. No se le permita frecuentas a personas más jóvenes que él. Este sodomita valore profundamente si ha administrado bien sus oficios eclesiásticos, ya que la autoridad sagrada juzga estos ultrajes tan ignominiosos y vergonzosos. Tampoco se deje tentar para que no tenga sexo anal con nadie, ni tampoco entre los muslos, ya que [...] será sometido –y justamente– a todas las angustias provocadas por tal comportamiento vergonzoso
Liber Gomorrhianus, cap. XV.

## Recepción y consecuencias
El libro causó un gran revuelo y le granjeó no pocas enemistades a su autor. El papa León IX, que inicialmente elogió la obra, fue convencido de que exageraba. León IX puso en práctica algunas acciones propuestas por el autor aunque suavizadas, penalizando solo a los sacerdotes que contravinieran las normas de forma reiterada y durante un largo periodo de tiempo. La supuesta frialdad del papa impulsó a Damián a escribir una dura carta de protesta.